# Parallelia infractifinis
Parallelia infractifinis är en fjärilsart som beskrevs av Lucas 1895. Parallelia infractifinis ingår i släktet Parallelia och familjen nattflyn. Inga underarter finns listade i Catalogue of Life.